# Wihtred

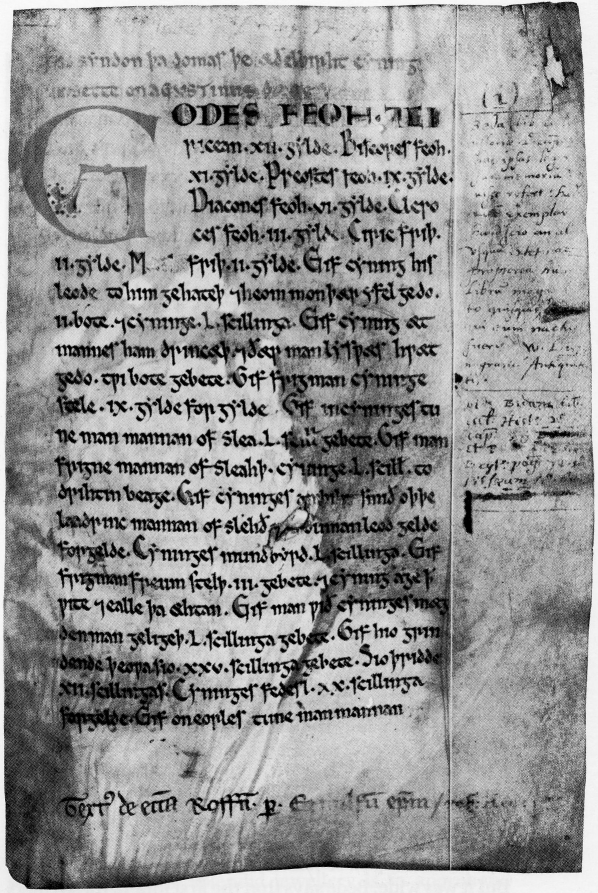

Wihtred (zm. 23 kwietnia 725) – król Kentu, który objął tron w 691 lub 692 po okresie anarchii.
Jak twierdzi Beda, uczony z VIII wieku, początkowo Wihtred nie był jedynym władcą, bo w 692 współrządził Kentem król Essexu Swaefhardem. Wydaje się jednak, że Wihtred panował samodzielnie od 694. W chwili śmierci, 31 lat później, zostawił królestwo swoim synom Aethelberhtowi, Eadberhtowi i Alricowi.
W piątym roku panowania (prawdopodobnie w 695) Wihtred wydał zbiór praw na posiedzeniu rady królewskiej, która odbyła się w Berghamstyde. Zachowały się kopie tego kodeksu.
Źródła: Encyclopædia Britannica Eleventh Edition